# Pi1 Pegasi
Pi1 Pegasi (29 Pegasi) é uma estrela na direção da constelação de Pegasus. Possui uma ascensão reta de 22h 09m 59.25s e uma declinação de +33° 10′ 41.8″. Sua magnitude aparente é igual a 4.34. Considerando sua distância de 252 anos-luz em relação à Terra, sua magnitude absoluta é igual a −0.16. Pertence à classe espectral F5III.